# ヴィラ・ド・ビスポ
ヴィラ・ド・ビスポ（Vila do Bispo [ˈvila ðu ˈβiʃpu] ( 音声ファイル)) はポルトガルの南部アルガルヴェ地方のファーロ県の都市である。面積は179.0平方キロ、2004年現在の人口は5,381人である。

## 地理
アルガルヴェ地方の最南西端に位置する。ヴィラ・ド・ビスポ市は、次の5つの地区に分かれている。
- バラン・デ・サン・ミゲル
- ブデンス
- ラポゼイラ
- サグレス
- ヴィラ・ド・ビスポ

サグレス地区の中心より6km西にあるサン・ヴィセンテ岬は、ユーラシア大陸最南西端にあたる。

## 交通
EVA Transportesの路線バスが、ラゴスより全ての地区を通り、サグレスまで運行している。一部のバスは、サグレスより先をサン・ヴィセンテ岬まで運行している。

## 姉妹都市
- 鹿児島県西之表市　1993年姉妹都市盟約。

## ギャラリー

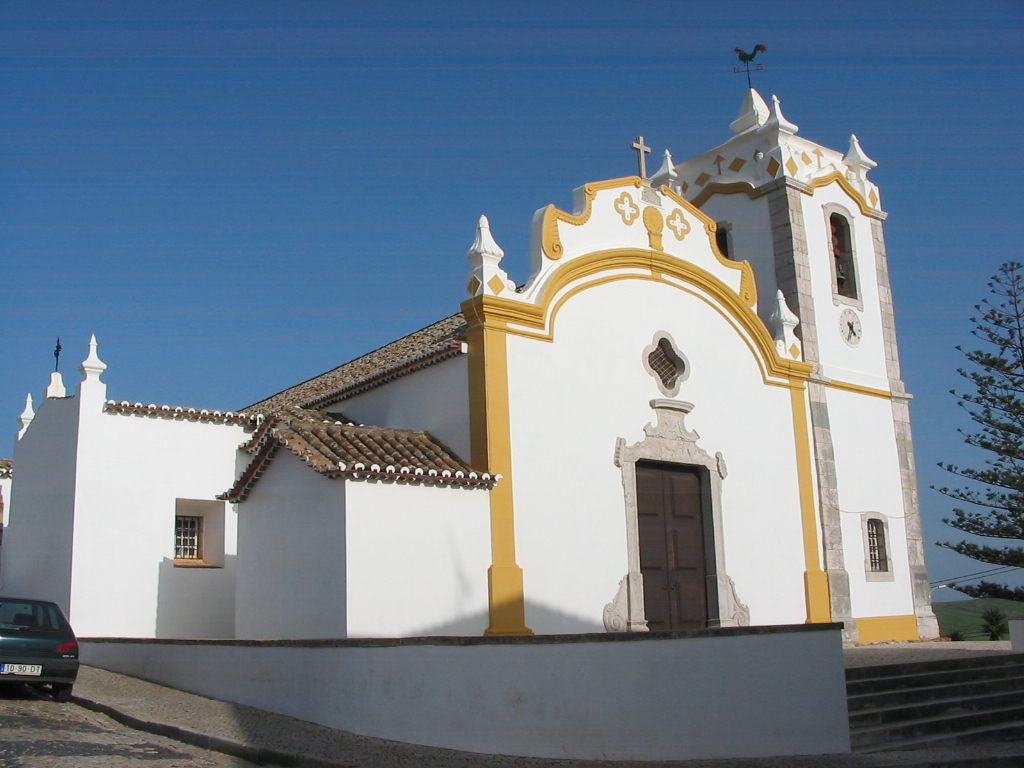
ヴィラ･ド･ビスポにあるマトリズ教会
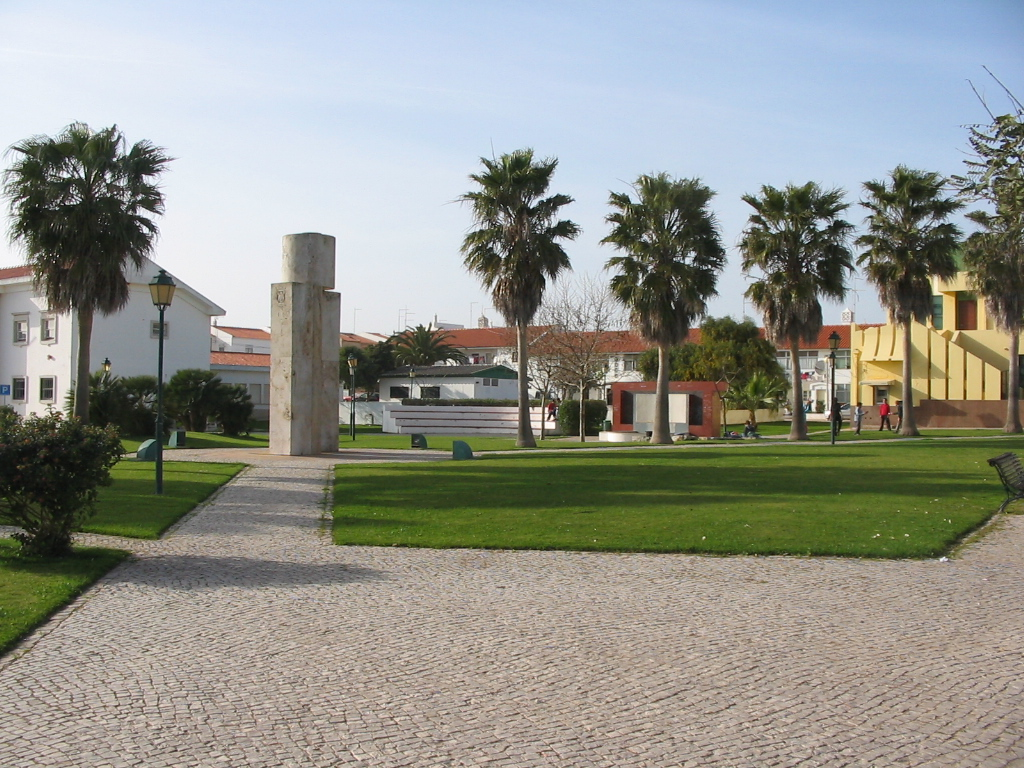
ヴィラ･ド･ビスポにある種子島広場
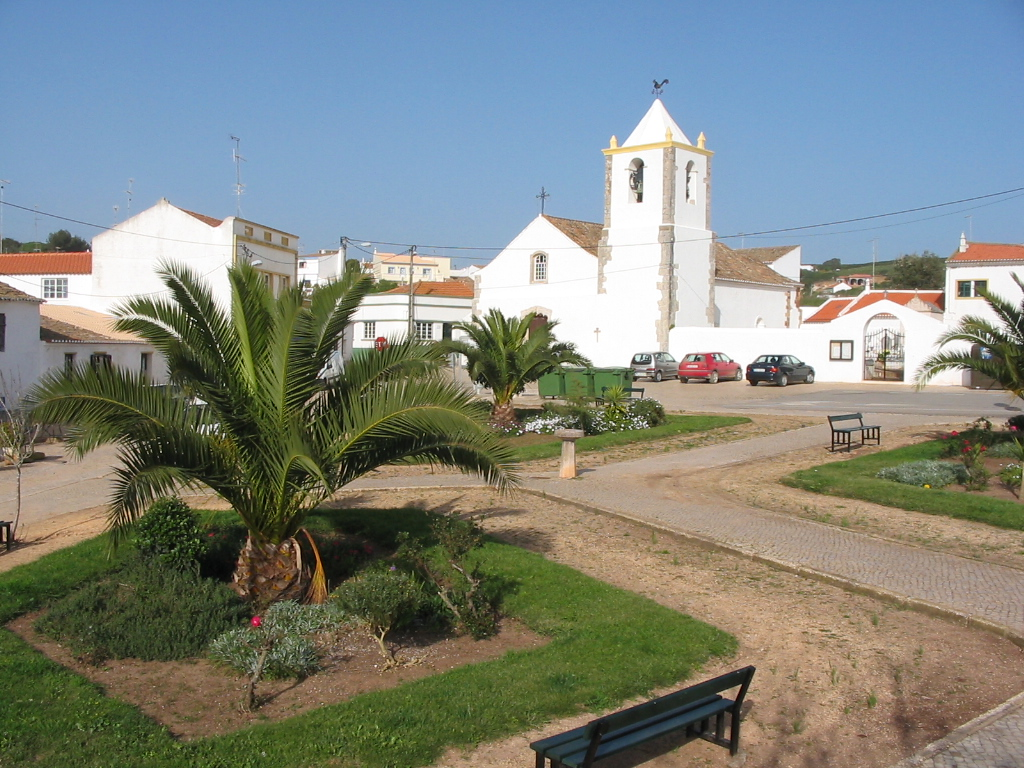
ラポゼイラ中心部
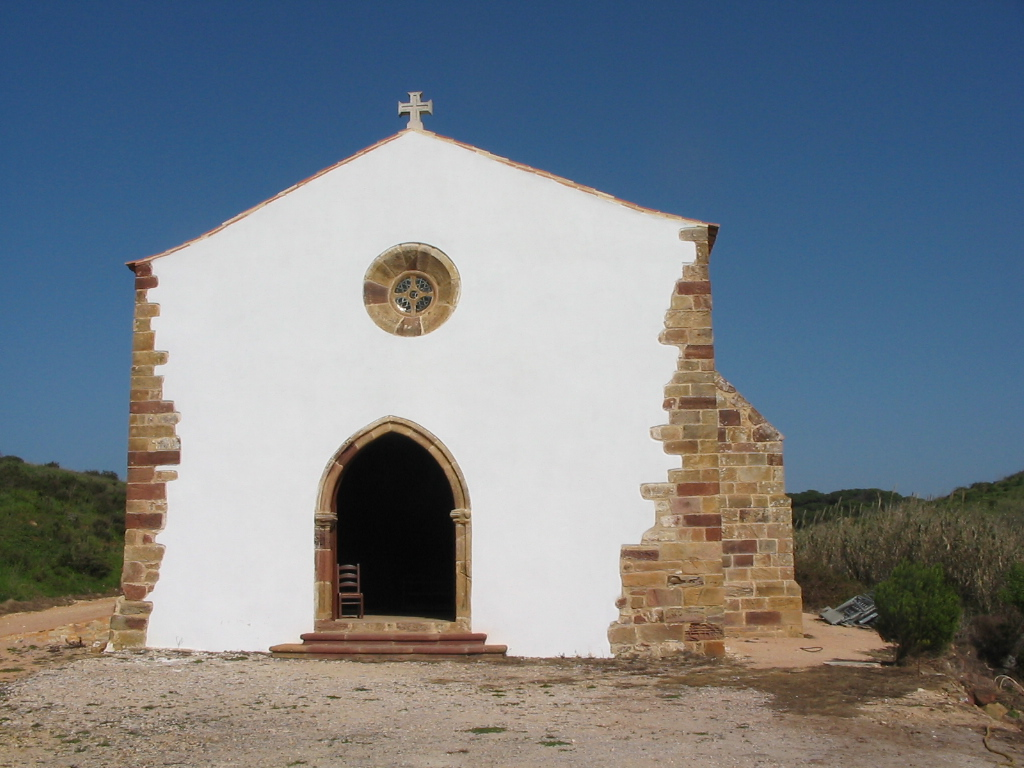
ラポゼイラにある、グアダルーペの聖母チャペル
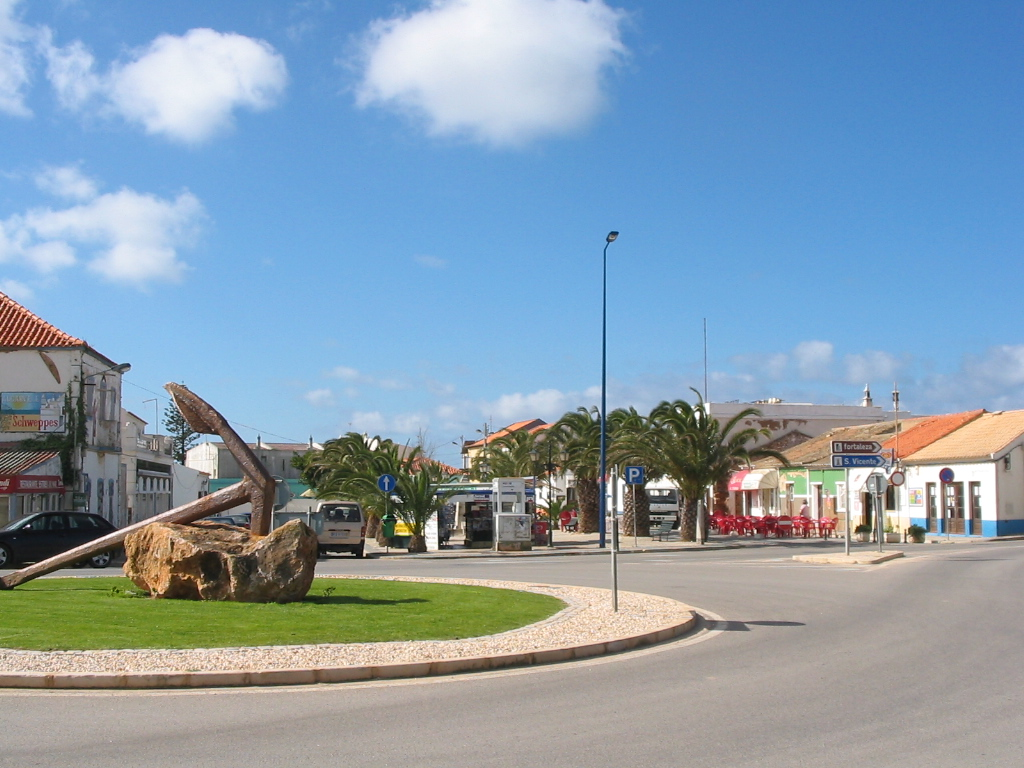
サグレス中心部
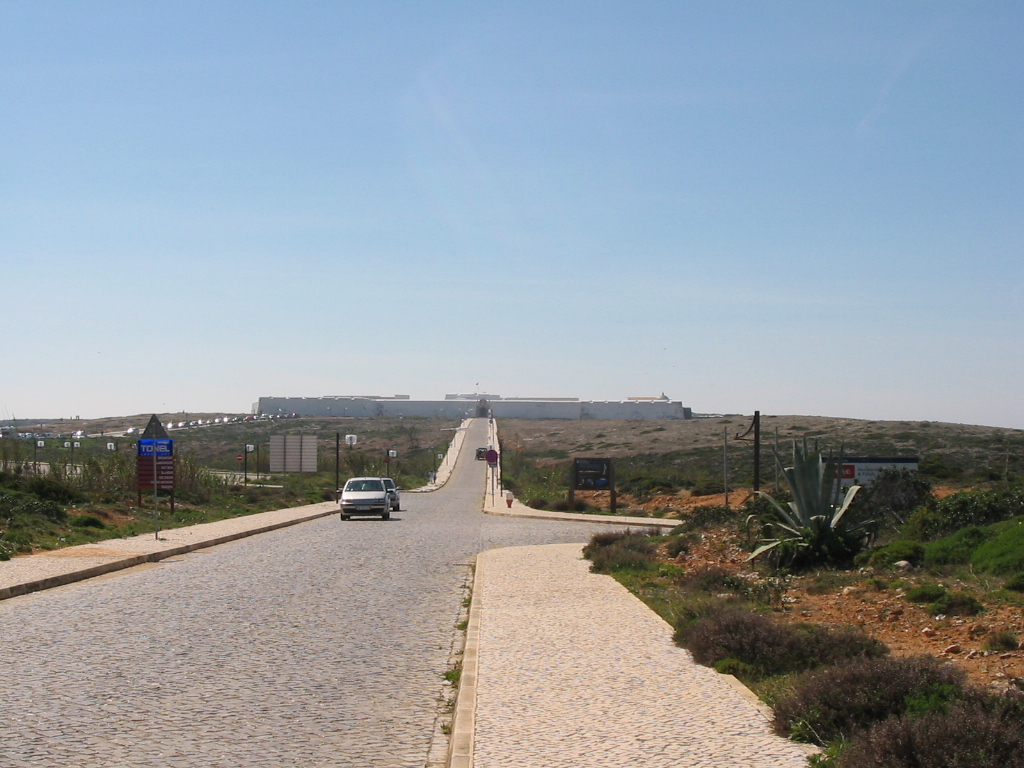
サグレス砦遠景
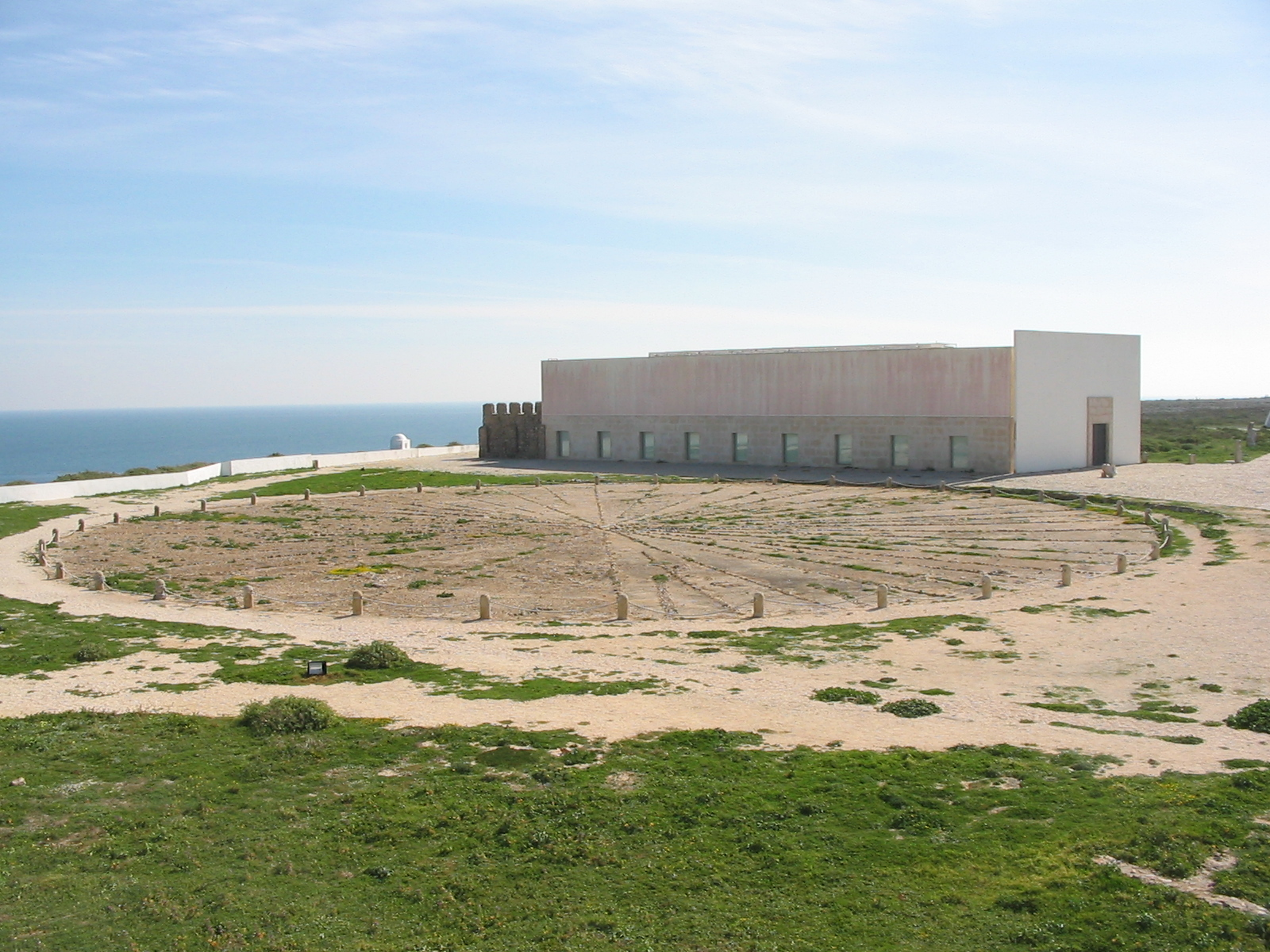
サグレス砦内の日時計
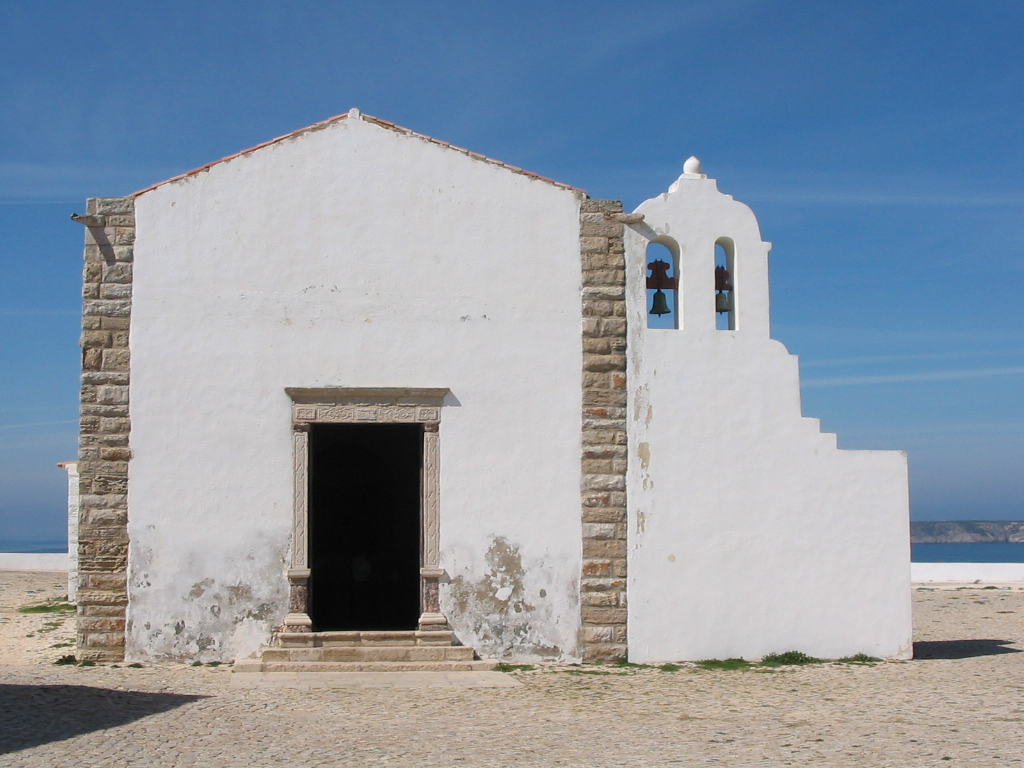
サグレス砦内の祈りの聖母チャペル
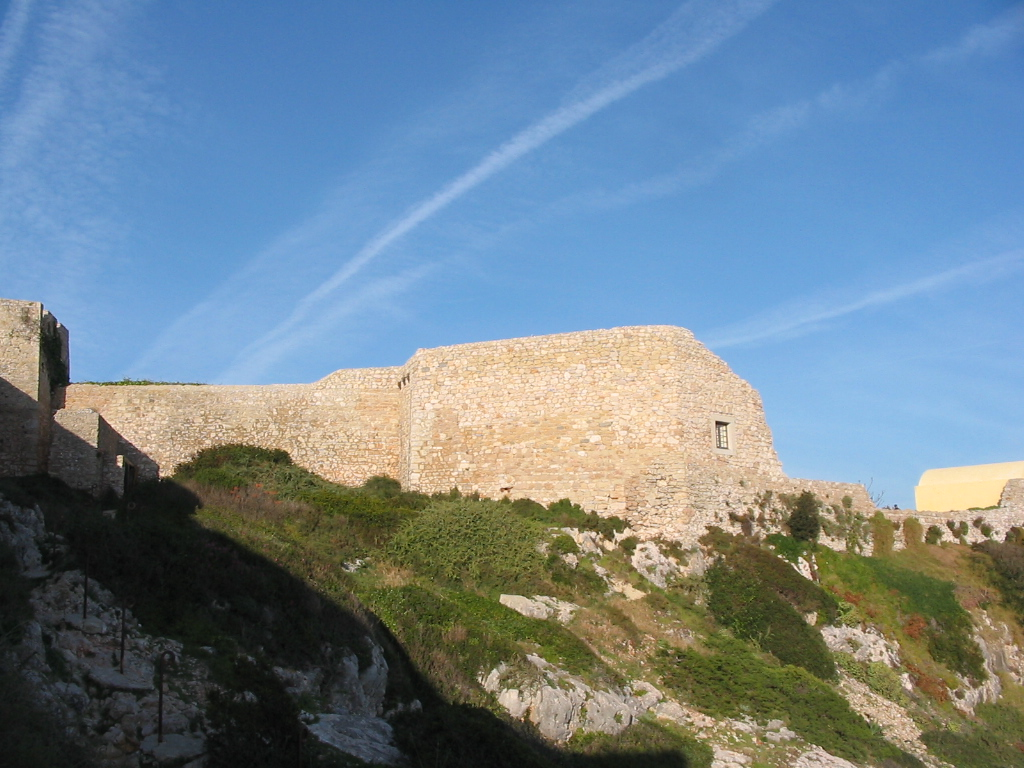
ベリーチェ砦
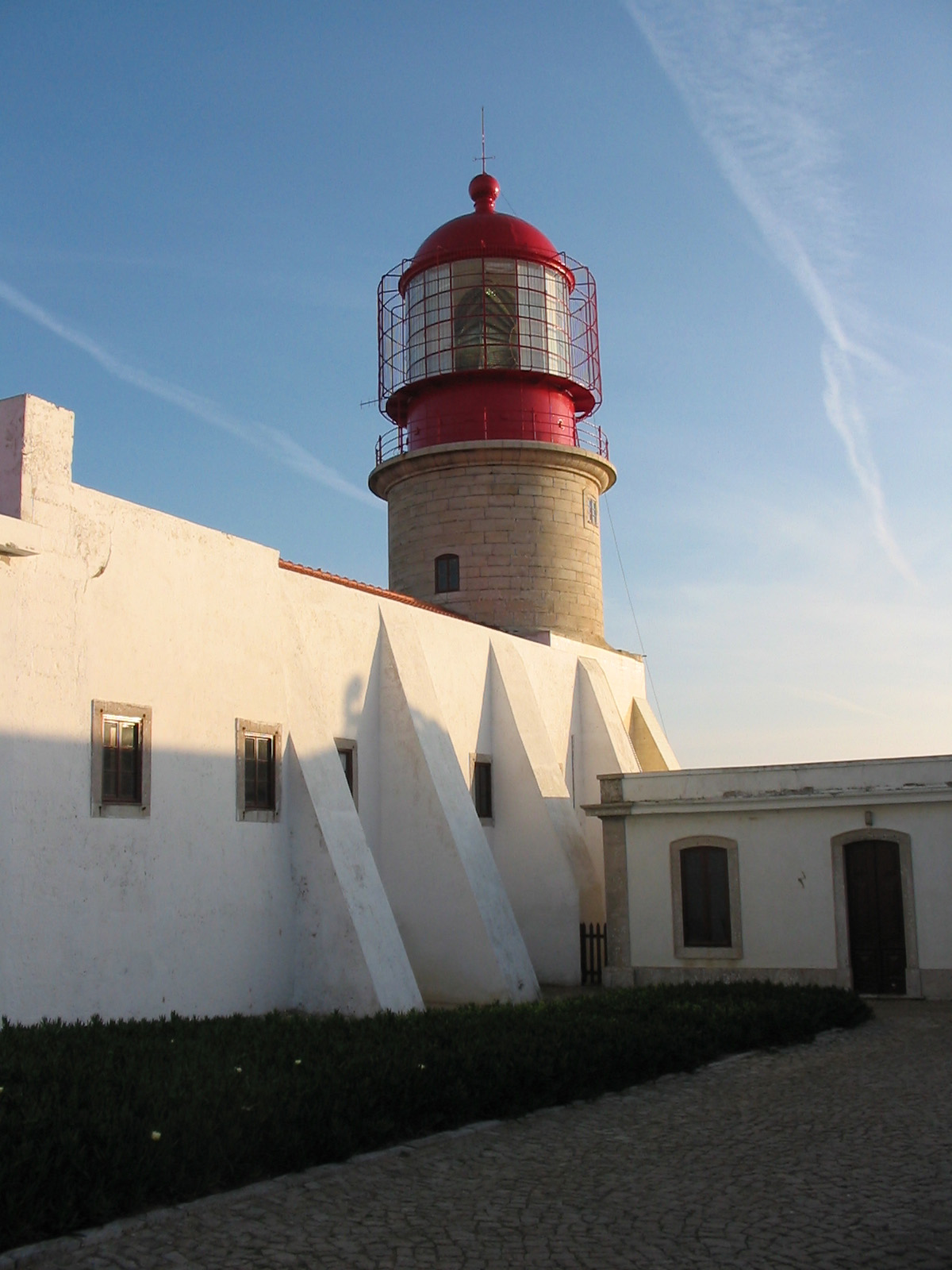
サン・ヴィセンテ岬の灯台